# Parafia św. Antoniego z Padwy w Rząsce
Parafia św. Antoniego z Padwy w Rząsce – rzymskokatolicka parafia znajdująca się w archidiecezji krakowskiej, w dekanacie Kraków-Bronowice, w Polsce.

## Historia
Pierwsza kaplica w Rząsce powstała w 1887. Wieś należała wówczas do parafii św. Szczepana w Krakowie. W 1951 weszła w skład powstałej w tym roku parafii Matki Bożej Nieustającej Pomocy w Krakowie.
W 1979 arcybiskup krakowski kard. Franciszek Macharski erygował parafię św. Antoniego z Padwy w Rząsce. W latach 1981–1984 zbudowano kościół, konsekrowany w 2004 przez kard. Macharskiego.

## Proboszczowie
- ks. Władysław Bania (1979–1998)
- ks. Ignacy Moskwa (1998–2016)
- ks. Wojciech Szeląg (2016– nadal)